# Villongo
Villongo är en ort och kommun i provinsen Bergamo i regionen Lombardiet i Italien. Kommunen hade 8 188 invånare (2018).